# Mario Puccini
Mario Puccini (Senigallia, 29 luglio 1887 – Roma, 5 dicembre 1957) è stato uno scrittore italiano.

## Biografia
Ebbe un'infanzia difficile, che spesso rivive nei suoi romanzi a sfondo autobiografico. Collaborò alla Voce e assunse un atteggiamento di rottura verso l'estetismo dannunziano, richiamandosi polemicamente a Giovanni Verga e all'esempio della grande narrativa russa. Nel 1927, dopo aver partecipato alla prima guerra mondiale, pubblicò quello che è considerato il suo miglior libro: Cola o il ritratto dell'italiano (1927). Si tratta di un'opera fortemente antiretorica, tesa alla ricerca di una più semplice e schietta umanità.  
Come del resto anche gli altri suoi precedenti o successivi romanzi: Viva l'anarchia (1921), poi riedito col titolo Quando non c'era il Duce  nel 1930, Dov'è il peccato è Dio (1922); Ebrei (1931); La prigione (1932); Comici (1935); La terra è di tutti (postumo, 1958).
Fu definito da Vasco Pratolini "uno dei maestri a cui la letteratura italiana deve rendere giustizia".
Ancora più intenso e vario di umori e di fantasia appare il mondo narrativo di Puccini nei racconti brevi e lunghi: dai Racconti cupi (1922) a Scoperta del tempo (postumo, 1959).
Alla vasta attività narrativa affiancò quella di studioso di cose ispaniche: sono da ricordare, tra l'altro, i suoi saggi su Vicente Blasco Ibáñez e Miguel de Unamuno. 
In Spagna pubblicò anche una sintesi, storico-critica, della letteratura italiana a lui contemporanea: De D'Annunzio a Pirandello (1927). Interessanti anche i suoi volumi di ricordi, inerenti viaggi da lui fatti in Brasile Argentina Spagna. 
Il libro, che raccoglieva numerosi articoli apparsi su vari giornali italiani, oltre a materiale inedito o aggiornato, fu pubblicato esclusivamente in spagnolo per conto della casa editrice Editorial Sempere. Il volume sparì dalla circolazione dopo la chiusura della casa editrice (specializzata in autori anarchici e socialisti) durante la guerra civile spagnola e non ne fu mai pubblicata una edizione in italiano. 
In occasione del cinquantenario della morte Francisco Morcilla, Carlo Santulli e Marco R. Capelli hanno ritradotto il libro dallo spagnolo all'italiano, integrandolo con materiale dell'epoca ed il risultato è stato pubblicato in tiratura limitata dalla Fondazione Rosellini di Senigallia con il titolo di Da D'Annunzio a Pirandello. 
La maggior parte delle opere di Mario Puccini sono esaurite da molti anni, tuttavia alcuni anni fa si è costituito a Senigallia, con il patrocinio della Fondazione Rosellini,  un comitato di studi pucciniani che si sta occupando della raccolta e della ristampa delle opere di questo autore.
Il figlio, Dario Puccini, fu un famoso ispanista.

## Opere
- Dal Carso al Piave, La ritirata della Terza Armata nelle note di un combattente, Firenze, 1918
- Brividi, Vitagliano, Milano, 1920
- Cola o il ritratto dell'italiano, Firenze, Novissima, 1927
- Viaggi in Italia (1913-1920), Alfredo Panzini e Mario Puccini, 2001
- Dov'è il peccato è Dio, Mario Puccini, 1999
- Il romanzo di Senigallia, Saggio su Mario Puccini, a cura di S. Genovali, (2002
- Bibliografia completa di Mario Puccini, a cura di R.Pirani, 2002
- La prigione, Mario Puccini, 2004
- La terra è di tutti, Mario Puccini, 2006
- Da D'Annunzio a Pirandello, Mario Puccini, 2007 (traduzione in italiano di Francisco Jose Diaz dall'edizione spagnola del 1927 (Editorial Sampere valencia) a cura di Carlo Santulli e Marco R. Capelli)
- Davanti a Trieste. Esperienze di un fante sul Carso, Mario Puccini, a cura di Tancredi Artico, 2016 Mursia